# سقنقور شرقی زبان‌آبی
سقنقور شرقی زبان آبی (نام علمی: Tiliqua scincoides) نام یک گونه از سرده سقنقورهای زبان آبی است.